# Anton Stefko
Anton Stefko (* 30. August 1960) ist ein tschechoslowakischer Tischtennisspieler. Er wurde mit Grenzau deutscher Mannschaftsmeister.

## CSSR
Stefko nahm 1978 an der Jugend-Europameisterschaft in Barcelona teil. Hier wurde er im Einzel Dritter. Im Doppel erreichte er mit Jindřich Panský das Endspiel, das gegen die Rumänen Simion Crişan/Georg Böhm verloren wurde. Zweimal wurde er tschechischer Meister. Mit dem Verein Vitkovice gehörte er zu den führenden Teams in der ČSSR. In der nationalen Rangliste wurde er hinter Milan Orlowski auf Platz zwei geführt.
Anfang 1982 spielte Stefko bei den Internationalen Deutschen Meisterschaften in Kiel. Hier setzte er sich von der ČSSR-Delegation ab und bat in der Bundesrepublik um Asyl.

## Deutschland
Stefko wurde in Grenzau sesshaft. Da die Wechselfrist für die Saison 1981/82 verstrichen war, durfte er nicht in der Bundesliga mitwirken. Stattdessen wurde er in der zweiten Mannschaft des TTC Zugbrücke Grenzau in der Rheinland-Pfalz-Liga eingesetzt. Gleichzeitig lehrte er an der Grenzauer Tischtennisschule des Manfred Gstettner. 1983/84 spielte er für VfB Altena, 1988/89 für TTC Grünweiß Bad Hamm, kehrte aber jedes Mal nach Grenzau zurück. Mit Grenzau wurde er am Ende der Saison 1990/91 deutscher Mannschaftsmeister. 1995 erwarb er die A-Lizenz als Trainer.
Von 2004 bis 2006 schloss sich Stefko dem 1. FC Saarbrücken an. Danach wechselte er als Spielertrainer zum SV Maischaid in die Rheinlandliga. 2010 kehrte er wieder nach Grenzau zurück und arbeitet seitdem hier als Cheftrainer.
Neben seiner Tätigkeit als Cheftrainer des Bundesliga-Teams leitet er auch die Kurse der Tischtennisschule (für jedermann) in Grenzau.

## Turnierergebnisse
| Verband | Veranstaltung                         | Jahr | Ort       | Land | Einzel     | Doppel | Mixed | Team |
| ------- | ------------------------------------- | ---- | --------- | ---- | ---------- | ------ | ----- | ---- |
| TCH     | Jugend-Europameisterschaft (Junioren) | 1978 | Barcelona | ESP  | Halbfinale | Silber |       |      |